# Vixens
Vixens (en japonés: Visionary o ヴィジョナリィ) es un manga del género hentai creado por U-Jin; fue adaptado a tres episodios en formato OVA.

## Episodios
Los episodios 1 y 2 están divididos en dos partes:
1. Anata no Yume Kanaemasu ((あなたの夢かなえます)
  1. SM Snake (SM スネーク)
  2. Miracle Alien (ミラクル•エイリアン)
2. oshikō Nama wa Chō Etchi (女子校生は超エッチ)
  1. Skydiving in Love (Ai no Skydiving o 愛のスカイダイビング)
  2. New Century Queen (ニユー•センチユリークイーン)
3. Skydiving in Love (Bishōjo Vampire Densetsu o 美少女ヴァンパイア伝説)

## Reparto
- Hiroko Takemasa como Kaori.
- Hiroyuki Oshida como Maejima.
- Kappei Yamaguchi como Ujita.
- Koncheeta Matsumoto como Higashita Hikaru.
- Kousuke Okano como Tanuo.
- Kōzō Shioya como Daimajin.
- Mika Kanai como Okudera Reiko.
- Naoko Matsui como Sayuri.
- Satomi Koorogi como Doreimon.
- Takehito Koyasu como Yabe, Toru.